# صائب عریقات
صائب عریقات (زاده ۲۸ آوریل ۱۹۵۵ – درگذشته ۱۰ نوامبر ۲۰۲۰) دیپلمات ارشد فلسطینی و رئیس هیئت فلسطینی مذاکره‌کننده عضو سازمان آزادی‌بخش فلسطین با اسرائیل بود. وی به مدت دو دهه عضو تیم مذاکره‌کننده فلسطینی‌ها برای تشکیل کشور مستقل فلسطین بوده‌است.

## بیماری کووید ۱۹
صائب عریقات به دلیل ابتلا به بیماری کووید ۱۹ در تاریخ ۱۸ اکتبر ۲۰۲۰ در بیمارستانی اسرائیلی بستری شد. سازمان آزادی‌بخش فلسطین روز ۸ اکتبر از ابتلای صائب عریقات به ویروس کرونا خبر داده بود.

## مرگ
وی در ۱۰ نوامبر ۲۰۲۰ بر اثر بیماری کووید-۱۹ درگذشت.